# 청주 보살사 석조이불병립상
청주 보살사 석조이불병립상(淸州 菩薩寺 石造二佛竝立像)은 충청북도 청주시 상당구 용암동, 보살사에 있는 석불이다. 1976년 12월 21일 충청북도의 유형문화재 제24호로 지정되었다.

## 개요
커다란 판석에 두 불상을 나란히 돋을새김 하였는데, 하나의 광배(光背)에 두 불상을 새긴 이른바 일광이불상(一光二佛像)으로 두 불상은 크기와 양식이 비슷하며 귀여운 모습을 보여주고 있다.
갸름하고 고운 어린아이같은 얼굴에 천진스러운 미소를 짓고 있으며 신체에는 부드러운 굴곡이 잘 표현되었다. 양 어깨를 감싸고 있는 간략한 옷차림과 좌우로 엇바뀐 두 손의 표현 등에서 불상의 순진무구한 성격이 잘 나타나고 있다.
탄력이 줄어든 단아한 묘사와 간략한 기법 등에서 고려시대의 석조병존불입상으로 생각되며, 이러한 병존불입상은 석가불과 다보불의 병존불좌상과 연관이 있을 가능성도 있어서 주목된다.

## 참고 자료
- 청주 보살사 석조이불병립상 - 국가유산청 국가유산포털